# 永井慎也
永井 慎也（ながい しんや、1944年4月11日 - ）は、日本の外交官。

## 経歴
山口県に生まれる。1963年福岡県立修猷館高等学校を経て、1968年京都大学法学部を卒業。
1968年外務省に入省。在ペルー公使、中南米局審議官、1995年1月日本国際問題研究所主任研究員を経て、1997年1月駐カタール大使に就任。2000年1月退任。2001年1月国際交流基金専務理事を経て、2003年9月駐アルゼンチン大使に就任。2008年退任。その後、日本アルゼンチン協会理事長に就任。